# Malmercat
Malmercat és un poble del terme municipal de Soriguera, a la comarca del Pallars Sobirà.
És a 10 quilòmetres de Sort, a l'esquerra (llevant) de la Noguera Pallaresa i a 960 m d'altitud. És a la dreta del Barranc del Camp de Quilla just en el lloc on aquest barranc passa a denominar-se el Carcaó. Aquest barranc és afluent per l'esquerra de la Noguera Pallaresa, a través del Barranc del Cós. El poble és en una carena formada a migdia pel barranc esmentat i a tramuntana per la Costa de Corcó, que s'aboca sobre la plana de l'esquerra de la Noguera Pallaresa.
És notable l'església romànica de Sant Andreu, amb un petit cementiri annex amb vistes impressionants sobre la vall de la Noguera Pallaresa. Es conserven els murs i la base d'una torre del castell altmedieval dels Malmercat (conegut també com a Castell de Bielsa, a causa del cognom del darrers propietaris). Annexa als murs del castell, a la banda de llevant, hi ha la capella de Santa Eulàlia (reconvertida en corral i ara magatzem).
Als anys cinquanta del segle xx hi havia unes 20 cases habitades (uns 90 habitants) i hi funcionava una escola unitària. A partir dels anys 60 el poble es va anar despoblant. Des de finals del mateix segle hi ha poques cases (2 o 3) amb residència permanent.
Al capdamunt del poble es troba el Castell de Bielsa, o de Malmercat, esmentat per primer cop el 1122. Hi va néixer Manuel de Copons i d'Esquerrer, President de la Generalitat de Catalunya del 1707 al 1710.

## Etimologia
Segons Joan Coromines, Malmercat prové de la comparació del mercat del poble amb els de les poblacions veïnes, davant de les quals era un mal mercat. De tota manera, Coromines no descarta un canvi per assimilació de Vallmercat o fins i tot de Bellmercat.
És més probable que el nom de "Malmercat" provingui dels Malmercat, una nissaga o llinatge pallarès medieval que controlava diversos castells i contrades al Pallars Sobirà.
Malmercat forma part de l'extrem occidental del corredor transversal que conformen la Vall de Siarb i les valls d'Aguilar, que connecten la vall de la Seu d'Urgell amb la vall de la Noguera Palleresa. Els topònims d'aquestes valls, a diferència dels de la resta de Valls del Pallars Sobirà, són clarament llatins. Rubió, Vilamur, Llagunes, Freixa, el riu d'Aguilar o de la Guàrdia, el barranc de Gavarret, el Port del Cantó, el congost de Tresponts, Bellpui, Solans, Biscarbó, Castellàs, Els Castells, Guàrdia de Ares, Junyent, riu de La Torre, Vila-Rúbia, Miravall, Noves de Segre, etc. Sempre s'ha tractat d'un corredor de penetració oriental. Tornafort, Vilamur, Malmercat i Montardit, conformarien una mena de desembocadura llatina d'aquest corredor mil·lenari. El nom de Malmercat podria estar relacionat en l'existència d'un antic mercat on es traficaria amb mercaderies provinents del corredor de connexió amb la vall del Segre. Just a sota Malmercat, a la riba esquerra del Noguera Pallaresa, i ha una ampla esplanada, anomenada Sa Verneda on desemboca el riu del Cantó i també el camí vell de Llagunes. Allí s'hi celebrava mercat a l'època alt medieval. Arnau de Malmercat, el 21 de gener de 1174, signà ("et suos fratres") com a testimoni de l'acta de protecció per part del comtes Artal i Guillerma, del mercat de Verneda creat pels vescomtes de Vilamur Pere i Stranea (P. Ostos doc. 4). Un altre document de 1235 fa referència també a aquest mercat: el comte de Pallars, Roger de Comenge, concedeix una franquícia per 5 anys que eximeix del pagament de la lleuda de la sal als habitants de la vall de Siarb que venien sal al mercat de la Verneda (P. Ostos doc. 20)

## Geografia

### El poble de Malmercat
Malmercat ocupa un espai més o menys pla a mitja carena. Entre l'església de Sant Andreu i el cementiri, situats en el lloc més baixa i de ponent del poble i les cases més enlairades, entre les quals el Castell de Bielsa, hi ha a penes 40 metres d'altitud de diferència. El poble és agrupat a l'entorn d'una petita plaça central, i no forma carrers en el sentit de l'urbanisme habitual a les ciutats, però aquesta plaça té continuïtat cap a llevant, en direcció a la Font del Poble, a través d'un carrer, i cap a ponent a través de dos, el de més al nord dels quals mena a Casa Macareno, el Castell de Bielsa o de Malmercat.

#### Les cases del poble[2]
| - Casa Bielsa - Casa Bartomeu - Casa Castellàs - Casa Cisquet - Casa del Corcó - Casa d'Escales - Casa Fonau | - Casa Freixolí - Casa Gasset - Casa Isidre - Casa Lapena - Casa Lluc - Casa de Macareno | - Casa Meco - Casa Mestre Joan - Casa de Miquel de Corcó - Casa Montaner - Casa Nadal | - Casa Pauleta - Casa Pejanet - Casa Porqueres - La Rectoria - Casa del Roi | - Casa Rossell - Casa Samsó - Casa Soliguer - Casa Teixidor - Casa Terro |

## Història

### Edat mitjana
Els Malmercat
La primera data històrica sobre el castell de Malmercat i l'església del poble és del 1122.
Malmercat era un lloc del comte de Pallars, que més endavant passà a mans dels vescomtes de Vilamur.
En l'actualitat es conserven els murs de l'antic castell medieval de Malmercat, o de Bielsa, actual denominat Casa de Macareno. El castell formava part del patrimoni dels Malmercat (segle XI-segle XIV), una nissaga de la petita noblesa del Pallars Sobirà.
La primera documentació amb dates sobre els Malmercat és de finals del segle xi (1097).
El castell de Malmercat va ser ocupat i robat, manu militari, per gent del comte Hug Roger II el 1373. A partir d'aquest moment la titularitat sobre el castell i el poble s'esvaeix fins a començaments de l'edat moderna.

### Edat moderna
Els Toralla
Antoni de Toralla segons el fogatge de 1497 era senyor de Malmercat i segons l'Spill també era senyor del Castell de Glorieta i del poble de Montesclado. (Tragó, P., P. Spill manifest de totes les coses del vescomtat de Castellbò 1518 - 1519, 1982. pàg. 60) Aquestes possessions passaran a anomenar-se "Cavalleria de Mosen Copons" al fogatge de 1553.
Com es van convertir els Toralla en Srs. de Malmercat per una banda i de Glorieta i Montesclado per l'altra no queda massa clar. En el cens ordenat pels Cardona l'any 1491 Malmercat està inclòs en la relació de pobles del Vescomtat de Vilamur (17 pobles, llocs i quadres que entre tots sumen 510 veïns). Pot ser que Malmercat quedés abandonat després de la guerra que posà fi al comtat de Pallars i fos ocupat pels Toralla de Glorieta i Montesclado, que haurien reconstruït el castell.
El 1553 Malmercat enregistrava 7 focs civils, 1 de militar i cap d'eclesiàstic (uns 35 habitants).

#### Els Copons de Malmercat
Malmercat i el seu castell van passar al patrimoni dels Copons de Malmercat a principis del segle xvi.

### Edat contemporània
A diferència d'altres contrades del Pallars, a Malmercat el feudalisme, encarnat en les prerrogatives dels Copons, duraria fins a mitjans del segle xix. Els Copons de Malmercat, en relació amb la pagesia, exerciren un poder segurament més opressor que l'anterior nissaga dels Malmercat. Residien al castell i exercien els seus drets feudals de forma rígida sobre els pagesos dels seus dominis. Els Copons de Malmercat actuaven com a veritables senyors feudals i tenien cúria i presó al castell. Durant més de tres segles la situació dels pagesos de Malmercat devia ser força precària. A aquesta precarietat se sumaria la pressió dels creditors de censals, que s'aprofitaven de les èpoques de males collites per fer negoci imposant als pagesos condicions financeres insuportables. Tenen arrendat el delme, cobren talles (que sumen 5 o 6 lliures anuals), "les joves de cabar los seps y segar" que li fa anualment el comú de Malmercat, cobren censos de gallines, capons, pollastres, “pernes de tocino”, lluïsmes ... Cobren per la "coltura" del blat en la seva mola, situada a Saverneda.(Arxiu Comarcal Pallars Sobirá. Notarials Doc. 580 foli. 170-171)
Els pagesos es van resistir a l'opressió asfixiant de múltiples maneres. També van recórrer puntualment a la via legal contra els abusos dels Copons, però això, gairebé sempre, només va contribuir a endeutar-los i empobrir-los més. Aquestes reclamacions, denúncies, pactes, concòrdies, ... Situacions semblants es vivien en aquelles èpoques en altres pobles propers.
Entre 1818 i 1821 sembla que l'hostilitat contra els Copons va augmentar. Coincidint amb un ambient polític que preparava el canvi de règim, (trienni liberal, 1820-1923), els pagesos de Malmercat es negaven a pagar els delmes de sang (“pernes del tocino”), protestaren per l'exempció d'impostos dels Copons... L'absentisme dels senyors de Copons, ara instal·lats a Barcelona, enervava els ànims.
L'aprofitament de les pastures comunals era clau per a la subsistència de ramats i ramaders. Els grans ramats dels Copons podien esgotar-los en un tres i no res i els pagesos de Malmercat no estaven disposats a consentir-ho. El 1819, l'alcalde de Malmercat Pere Rosset, de casa Roi, va retenir empresonat, amb grillons a les cames, durant dos dies i una nit, a Bonaventura Meca, pastor dels senyors de Copons, per un conflicte per l'herba dels comunals del poble, i no el va deixar en llibertat fins que va pagar una multa, amb les conseqüències que implicava deixar el crescut ramat dels Copons sense pastor.
Des de mitjans del segle xix, la situació va anar canviant a favor de la pagesia. Sembla que els successors dels Copons van millorar les relacions amb els pagesos, arrendant les seves terres als mateixos pagesos del poble de Malmercat. El 1869 els Castillon van arrendar per 6 anys, les finques de la Coma, Carrera Plana de Davall i Bimeneres" a Antoni Roset i Agustí Font de Casa del Roi.
Avui dia Malmercat ha quedat, com tants d'altres pobles, despoblat. Els últims habitants residents van ser les famílies de casa Roi i casa Corcó. L'hereu de casa Corcó va morir prematurament i els seus pares van decidir anar a viure a Sort a principis dels anys 90. Només quedaven els de casa Roi que hi havien viscut des de mitjans del segle xvii. Al final, però, també van marxar cap a Sort.
Pascual Madoz dedica un article del seu Diccionario geográfico... a Malmercat. Hi diu que és una localitat amb ajuntament. Es troba en el vessant d'una muntanya, a l'esquerra de la Noguera Pallaresa. El clima hi és temperat, propens a les inflamacions i les pulmonies. Tenia en aquell moment 15 cases, una font, l'edifici del castell del senyor jurisdiccional i l'església de Sant Andreu, que comprèn els annexos de Tornafort i la casa de camp anomenada Llabanes; té rector, nomenat pel bisbat. Les terres són fluixes, pedregoses i muntanyoses i, cap al sud, poblat de pins. S'hi produïa sègol, blat i fruites i s'hi criava bestiar vacum. Hi havia caça de llebres, perdius i conills i pesca de truites i de barbs. Comptava amb 14 veïns (cap de casa) i 63 ànimes (habitants).

## Demografia[5]
| 1857 | 1888 | 1900 | 1910 | 1920 | 1930 | 1940 | 1950 | 1960 | 1970 | 1981 | 1991 | 2000 | 2002 | 2004 | 2006 | 2008 | 2010 | 2011 |
| ---- | ---- | ---- | ---- | ---- | ---- | ---- | ---- | ---- | ---- | ---- | ---- | ---- | ---- | ---- | ---- | ---- | ---- | ---- |
| 109  | 70   | 62   | 48   | 80   | 84   | 54   | 75   | 91   | 40   | 25   | 16   | 18   | 15   | 21   | 22   | 21   | 23   | 26   |